# Список національних парків Ірландії

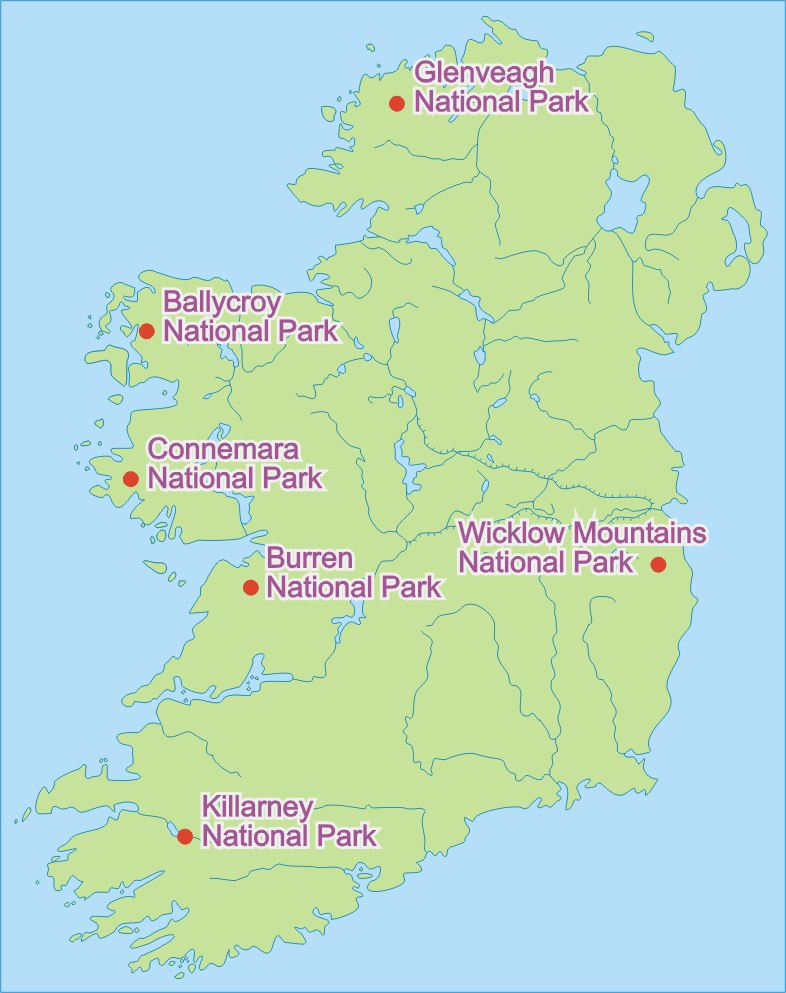
Національні парки Ірландії

Система національних парків Ірландії складається з 6 парків. Першим парком, створеним в Ірландії був Кіларні, розташований у графстві Керрі в 1932 році, із тих пір ще п'ять національних парків були відкриті. Найменшим є Національний парк Барен, який розташований у графстві Клер — всього 15 км2.

## Національні парки
|  | № | Українська назва           | Оригінальна назва                       | Площа, км² | Рік одержання статусу |
|  | - | -------------------------- | --------------------------------------- | ---------- | --------------------- |
|  | 1 | Національний парк Баликрой | Páirc Náisiúnta Bhaile Chruaich         | 110        | 1998                  |
|  | 2 | Національний парк Конемара | Páirc Naisiúnta Chonamara               | 30         | 1990                  |
|  | 3 | Національний парк Гленвех  | Gleann Bheatha                          | 170        | 1984                  |
|  | 4 | Національний парк Кіларні  | Páirc Náisiúnta Chill Airne             | 105        | 1932                  |
|  | 5 | Національний парк Барен    | Boireann                                | 15         | 1991                  |
|  | 6 | Національний парк Віклов   | Páirc Náisiúnta Sléibhte Chill Mhantáin | 205        | 1991                  |